# Afelinídeos
Afelinídeos (Aphelinidae) são uma família de vespas minúsculas com cerca de 1100 espécies conhecidas, pertencente à superfamília Chalcidoidea. São encontradiços em quase todos habitats, de distribuição mundial. O total de gêneros considerados varia bastante entre autores, onde alguns reconhecem apenas 28 e outros quase 100, por motivos de uma falta de unanimidade de consenso sobre os caracteres que definem a família. Isto resulta em uma incerteza sobre a real diversidade desta família no Brasil, pois faltam especialistas no grupo, mas estimativas registram 79 espécies válidas no país, pertencentes a três subfamílias: Aphelininae, Coccophaginae e Eretmocerinae. São considerados insetos difíceis de se estudar, por serem muito frágeis, diminutos, e de fácil degradação em coleções de museus. 
Figuram, juntamente com Encyrtidae, como uma das famílias de vespas mais importantes para os programas de Controle Biológico de pragas. Isto pois as espécies são primariamente endoparasitoides ou ectoparasitoides cenobiontes de outros insetos, principalmente de Hemiptera (Aleyrodoidea, Aphidoidea, Psylloidea e Coccoidea). Mas também diversas espécies parasitam Lepidoptera e Orthoptera, ou são hiperparasitas de outras vespas parasitoides. Algumas atacam diversos estágios de vida de Diptera, ou larvas de Hymenoptera (Chalcididae, Dryinidae). As espécies mais estudadas como agentes de Controle Biológico são do gênero Encarsia, Aphelinus e Erectomerus.
As espécies desta família são tidas como de hábitos de vida muito complexos, existindo mesmo diferenças entre os sexos em desenvolvimento e hospedeiros. Em alguns casos, as fêmeas são endoparasitoides enquanto que os machos são ectoparasitoides nas mesmas espécies de hospedeiros. Em outros casos, os machos são hiperparasitoides das fêmeas durante o desenvolvimento, resultando em adelfoparasitismo obrigatório.
Morfologicamente, medem 0.6 a 1.5 mm de comprimento, são normalmente de cores opacas escuras, sem constricção abdominal muito evidente, possuem antenas de 5-8 antenômeros, e apresentam os cercos no ápice do gáster. Desta forma, são como um "saco de gatos" de outras famílias de Chalcidoidea, e a classificação tem sido instável. Por exemplo, alguns autores consideram grande parte das espécies como subgrupos de Encyrtidae ou Eulophidae, enquanto que outros incluem Elasmidae como uma subfamília de Aphelinidae.